# De vitale organer
 Denne artikel bør gennemlæses af en person med fagkendskab for at sikre den faglige korrekthed.

De vitale organer er en fællesbetegnelse for kroppens vigtigste organer, og hvor det ofte ville medføre døden, hvis de manglede.

## Hjertet
Et af de vigtigste organer i kroppen er hjertet. Det sørger for at der hele tiden kommer friskt blod som det får fra lungerne ud i hele kroppen ved at pumpe. Hjertet slår ca. 60-100 gange i minuttet, når man slapper af.
Hjertet består af en muskel. Det er delt op i fire kamre, det højre og venstre hjertekammer, og det højre og venstre forkammer. Hjertet forsyner også sig selv via kranspulsårerne, som fordeler sig rundt om selve hjertet. Hjertet kan blive ved med at slå, fordi det har et indbygget elektrisk system, som giver hjertet stød hver gang det skal slå. Det er ikke kun ét sted hjertet får stød, men fordelt i forkamrene og væggen mellem hjertekamrene.

## Lungerne
En krop har to lunger og de sørger for at det iltfattige blod bliver iltet, og fjerner CO2 fra blodet. 
Lungerne kan tilsammen indeholde ca. 5,5 liter luft. Lungerne ilter blodet ved at blodet passerer nogle bittesmå blodkar omkring de kugleformede alveoler, som overfører ilten til de røde blodlegemer. Disse transporterer ilten rundt i kroppen, og bringer noget af CO2'en tilbage til lungerne som vi udånder igen.

## Leveren
Leveren er kroppens største indre organ, og er 15-18 cm lang og 20 cm i diameter. Den er rødbrun og kegleformet, og den vejer 1.5 kg. 
Man har fundet ud af at leveren har ca. 30 funktioner. En af funktionerne er at den omdanner proteiner og små næringsstoffer den får fra tarmen. Leveren opbevarer sukker i form af glykogen, til når kroppen får brug for det. 
Leveren kan også genkende giftstoffer som den udskiller fra blodet, så kroppen ikke bliver forgiftet. Leveren omdanner og opbevarer fedt som den bruger til at udvikle galdesaft, som den opbevarer i galdeblæren. Den producerer stoffer som hjælper blodet med at størkne, og den danner stoffer til at danne de røde blodlegemer. 
En af leverens farligste sygdomme er skrumpelever, det gør leveren større, da der dannes mere fedt- og bindevæv; effektivt bliver mængden af det virksomme levervæv reduceret, heraf navnet skrumpelever. Leveren kan derfor ikke udskille alle giftstofferne, og kroppen forgifter derfor langsomt sig selv.

## Nyrerne
Et organ der også er vigtigt er nyrerne der danner forskellige stoffer til kroppen. Vi har to nyrer i vores krop, men vi har kun brug for den ene. 
Nyrerne producerer urin, som er væske der indeholder de affaldsstoffer, som der er i føde og væske som vi indtager, samt kroppens egne affaldsstoffer, dannet ved kroppens omsætning af næringsstoffer. De producerer også adrenalin, som vi bruger til nødsituationer. Det der sker, er at hjernen sender signaler ned til nyrerne som hurtigt sender adrenalin i blodet som får hjertet til at slå hurtigere, og kroppen kan yde mere. 
Nyrerne danner også hormoner som f.eks. renin som hjælper med at regulere blodtrykket. De hjælper også kroppen med at danne D-vitamin.

## Mavesækken
Et vigtigt organ der hører ind under fordøjelsessystemet er mavesækken. Den laver kroppens føde om til brugbar energi. 
Mavesækken er et lysebrunt organ der sidder i højre side af bughulen, hvis man ser personen forfra. Når maden ligger i mavesækken, bliver den blandet med mavesaft, som er en meget kraftig syre. Når maden og safter er blandet sammen og blevet til en grød, føres det videre til tarmene. Mavesækken er omgivet af muskler for at kunne lave de nødvendige bevægelser. 

## Tarmene
Efter mavesækken har forarbejdet maden bliver den sendt videre til tolvfingertarmen, som har fået navnet fordi at den er lige så lang som tolv fingre. Her bliver den blandet med galde som den får fra leveren, galden sørger for at kroppen kan optage fedt. 
Efter tolvfingertarmen kommer den ned i tyndtarmen, som er det længste organ i kroppen, tyndtarmen er 6-7 meter lang. Tyndtarmens funktion er at udskille næringsstoffer, som den fører direkte over i blodet ved hjælp af nogle små stubbe der hedder villier. Tyndtarmen er så lang fordi at den skal optage så mange næringsstoffer som muligt. Når maden er fordøjet så meget som muligt i tyndtarmen, kommer det ind i tyktarmen. 
Tyktarmen er 5 cm i diameter, og er ca. halvanden meter lang. Tyktarmens funktion er at trække vand og salte ud af maden og sørge for at det mad der ikke er blevet fordøjet bliver samlet i en beholder der sidder for enden af tyktarmen (endetarmen).
Når maden er helt forarbejdet skal den ud som afføring, afføringen er ikke flydende, fordi tyktarmen har hevet det meste af vandet ud.

## Liste over vitale organer man kan undvære
- En af lungerne
- En af nyrerne
- Milten (hvis man får medicin)
- 4/5 dele af leveren (det meste af den er sukker- og fedtdepot)
- Man kan overleve uden tyktarmen, man skal bare have en pose på maven til at samle væskerne
- Man kan leve uden galdeblæren, da den kun er til at opbevare galdesaft i